# 库尔姆山麓诺伊施塔特
库尔姆山麓诺伊施塔特（德語：Neustadt am Kulm，發音：[ˈnɔʏʃtat ʔam ˈkʊlm] ⓘ）是德国巴伐利亚州上普法尔茨行政区瓦尔德纳布河畔诺伊施塔特县的城市，面积20.3平方千米，2023年12月31日人口为1,145人。